# Klubi Sportiv Vllaznia Shkodër (femenino)
La sección femenina del Klubi Sportiv Vllaznia Shkodër es un club de fútbol femenino de la ciudad de Shkodër y juega en el Campeonato Nacional, máxima categoría del fútbol femenino en el país.
El club es considerado por la UEFA como el sucesor de Ada Velipojë, que se disolvió en 2013.

## Torneos internacionales
Liga de Campeones Femenina de la UEFA
| Año      | Ronda                    | J  | G | E | P  | GF | GC  |
| -------- | ------------------------ | -- | - | - | -- | -- | --- |
| 2011-121 | Fase de grupos           | 3  | 0 | 0 | 3  | 0  | 34  |
| 2012-131 | Fase de grupos           | 3  | 0 | 0 | 3  | 2  | 46  |
| 2013-141 | Fase de grupos           | 3  | 0 | 0 | 3  | 1  | 23  |
| 2014-15  | Fase de grupos           | 3  | 1 | 1 | 1  | 2  | 6   |
| 2015-16  | Fase de grupos           | 3  | 0 | 0 | 3  | 1  | 13  |
| 2016-17  | Fase de grupos           | 3  | 0 | 0 | 3  | 2  | 11  |
| 2017-18  | Fase de grupos           | 3  | 2 | 0 | 1  | 3  | 1   |
| 2018-19  | Fase de grupos           | 3  | 2 | 0 | 1  | 7  | 7   |
| 2019-20  | Dieciseisavos de final   | 3  | 2 | 1 | 2  | 5  | 5   |
| 2020-21  | Clasificación - 2.ª fase | 2  | 0 | 1 | 1  | 3  | 5   |
| Total    |                          | 29 | 7 | 3 | 21 | 26 | 151 |

1 Participó con su anterior denominación de Ada Velipojë.

## Palmarés
| Competición nacional           | Títulos | Subcampeonatos |
| ------------------------------ | --- | -------------- |
| Campeonato Nacional (12/0)     | 2013/14, 2014/15, 2015/16, 2016/17, 2017/18, 2018/19, 2019/20, 2020/21, 2021/22, 2022/23, 2023/24, 2024/25 | -              |
| Copa Femenina de Albania (7/0) | 2013/14, 2014/15, 2015/16, 2016/17, 2017/18, 2018/19, 2019/20                                              | -              |

- A finales de 2013, Ada Velipojë se reorganizó y se fusionó con jugadores de Shkodër para jugar a partir de ese momento bajo el nombre de KF Vllaznia. Dado que Velipojë y Shkodër son dos ciudades diferentes, Ada Velipojë conserva los 3 títulos ganados anteriormente.